# 一宮病院前駅
一宮病院前駅（いちのみやびょういんまえ）は、愛知県一宮市河原町（現・神山3丁目）にあった、名鉄起線（軌道＝路面電車）の電車停留所（廃駅）である。

## 歴史
- 1929年（昭和4年）頃[注 1] - 東洋紡績前駅として開業する。[2][3]
- 1948年（昭和23年）
  - 5月16日 - 蘇東線が起線に路線名を変更。
  - 11月1日以前 - 無人化[4]。
- 1949年（昭和24年）12月1日 - 一宮病院前駅に改称。[2][3]
- 1953年（昭和28年）6月1日 - 乗客増加により電車の運行を休止。バス代行輸送となる。[2][3]
- 1954年（昭和29年）6月1日 - 起線が正式に廃止されたことにより廃駅となる。[2][3]

## 現在
駅は現在の名鉄バス神山３丁目バス停付近。

## その他
- 駅名は、一宮病院[注 2]の最寄駅であったことに由来する。
- 開業当初の駅名は、東洋紡績一宮工場の最寄駅であったことに由来する
- 当駅開業以前の1925年（大正14年）1月31日に一宮-馬引間に競馬場前臨時停留場が開設されている[6]

## 隣の駅
名古屋鉄道
起線
八幡町駅 - 一宮病院前駅 - 馬引駅